# Richard Mead Coach Building
Richard Mead Coach Building (kurz: Mead) war ein britischer Hersteller von Automobilkarosserien. In den 1940er- und 1950er-Jahren baute Mead einige Einzelstücke mit zum Teil ungewöhnlicher Historie sowie mindestens eine Kleinstserie. Nach der Einstellung des Karosseriebaus war das Unternehmen als Dienstleister für die Automobilindustrie tätig.

## Unternehmensgeschichte
Gründer des Unternehmens war Richard Mead. Sein Vater Frederick William Mead hatte von 1921 bis 1931 in Birmingham den Automobilhersteller Rhode Motor gegründet und geleitet und in den 1930er-Jahren das Karosseriebauunternehmen Meredith Coachcraft geführt. Eine direkte Beziehung zwischen Meredith und Richard Mead Coach Building bestand nicht. 
Richard Meads Werkstatt befand sich in der mittelenglischen Kleinstadt Dorridge. Mead arbeitete in bescheidenen Verhältnissen. Das Werksgebäude wurde als baufällige Hütte beschrieben, deren Dach stark regendurchlässig war. Mead baute bzw. verarbeitete in fünf Jahren insgesamt wahrscheinlich nicht mehr als 15 bis 20 Karosserien; eine größere Serienproduktion kam nicht zustande. In der ersten Hälfte der 1950er-Jahre endete der Karosseriebau.
In den folgenden Jahren setzte Mead den Betrieb als Dienstleister für Abbey Panels fort. Das Unternehmen komplettierte und lackierte Rohkarosserien (sog. Bodies-in-White), die Abbey unter anderem für Jaguar hergestellt hatte. Zuletzt betrieb Richard Mead eine Autowerkstatt. Ihre Existenz ist bis in die 1990er-Jahre hinein belegt.

## Autos mit Mead-Aufbauten

### Tickford-Karosserien

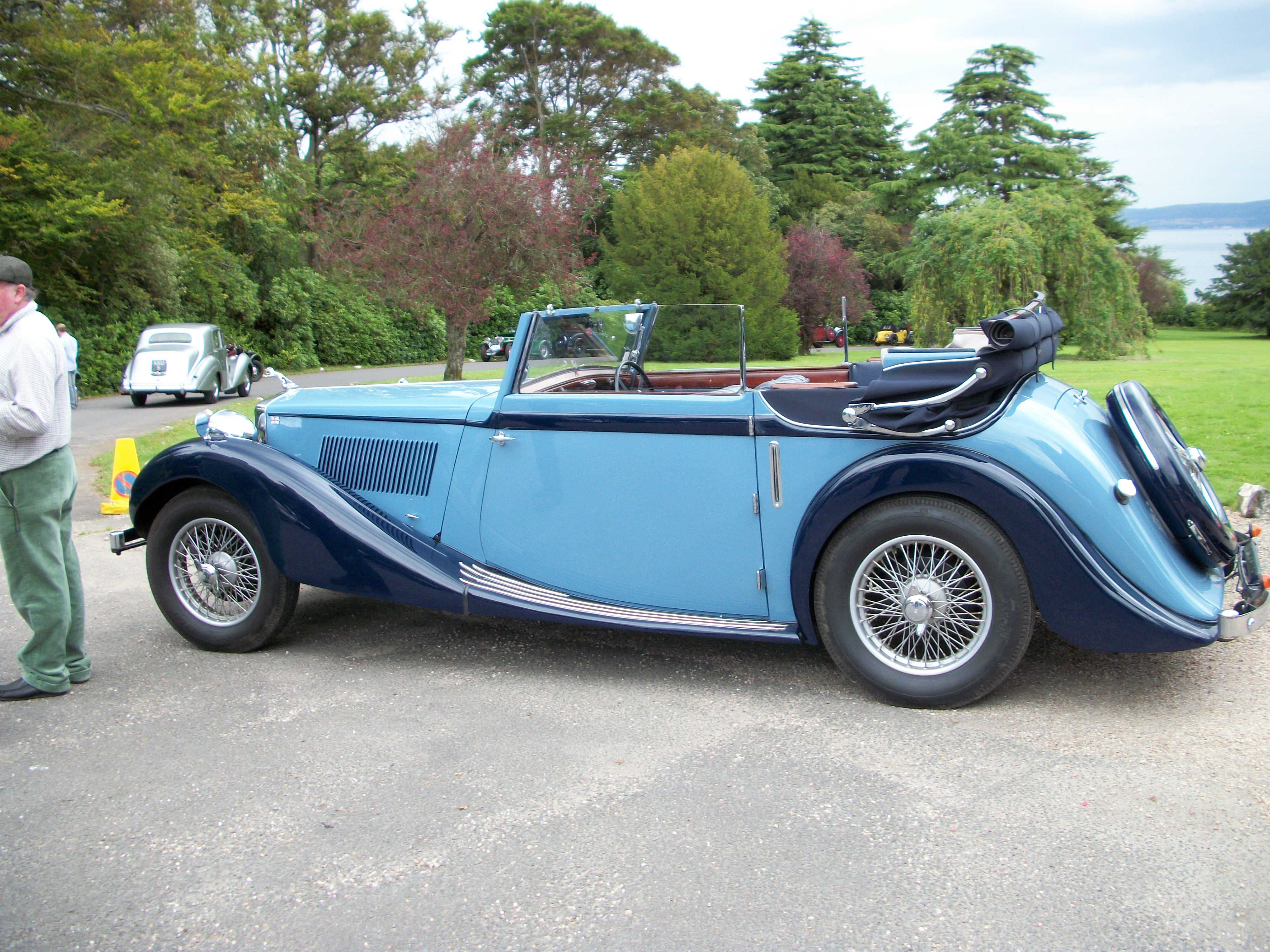
Tickfords Drophead-Karosserie an einem MG SA (1938)

Unmittelbar nach dem Ende des Zweiten Weltkriegs hatten insbesondere kleine Unternehmen in Großbritannien erhebliche Schwierigkeiten, Metalle zur Weiterverarbeitung zu erhalten. Richard Mead umging das Problem, indem er in den ersten Jahren auf Karosserien zurückgriff, die bereits vor Kriegsausbruch hergestellt worden waren. Bis in die späten 1940er-Jahre verarbeitete er Rohkarosserien, die der etablierte Zulieferer Tickford in Newport Pagnell 1938 oder 1939 für den MG SA gebaut hatte.
Der im Oktober 1935 vorgestellte MG SA war ein großes luxuriöses Auto, das auf dem Wolseley 21 „Super Six“ basierte und mit den Fahrzeugen von Swallow Sidecars (später: Jaguar) konkurrierte. Er war anfänglich als viertürige Limousine und als offener viertüriger Tourer mit einer von Charlesworth zugelieferten Karosserie erhältlich. Ab 1937 nahm MG auch ein zweitüriges Drophead Coupé ins Programm auf, dessen Karosserie von Tickford kam. Das Tickford-Cabriolet galt als die gelungenste der drei SA-Versionen und verkaufte sich, obwohl es teurer war, besser als die Charlesworth-Version. Als MG 1939 die Produktion des SA einstellte, waren nicht alle Rohkarosserien, die Tickford zwischenzeitlich hergestellt hatte, verbaut worden. Die Karosserien aus der Überproduktion blieben während des Krieges im Tickford-Werk. 1947 übernahm Mead einige dieser übrig gebliebenen Karosserien und baute sie auf Fahrgestelle von Alvis und in einem Fall auch auf ein Bentley-Chassis.

#### Alvis

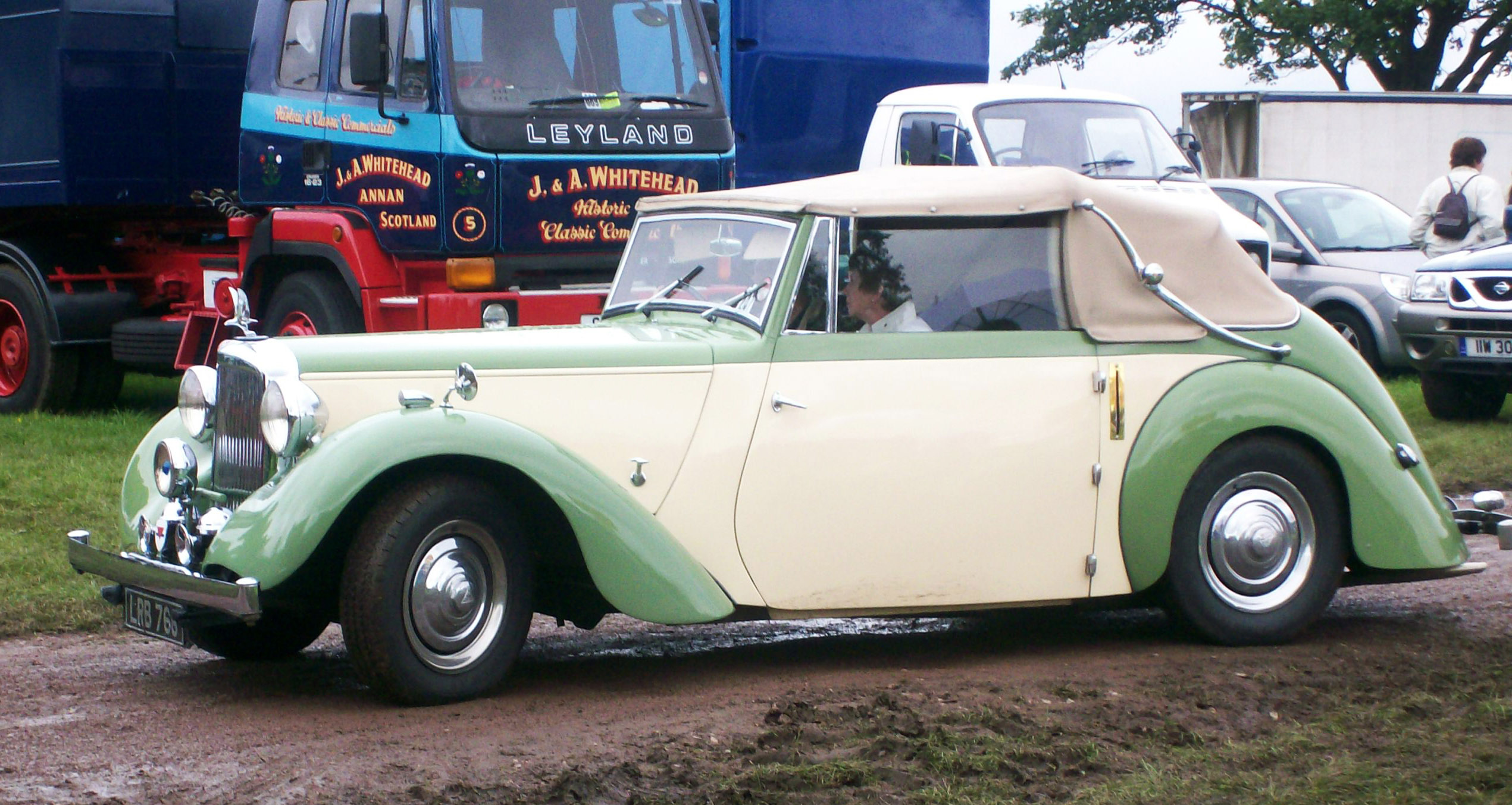
Alvis TA14 mit von Mead überarbeiteter Vorkriegskarosserie des MG SA

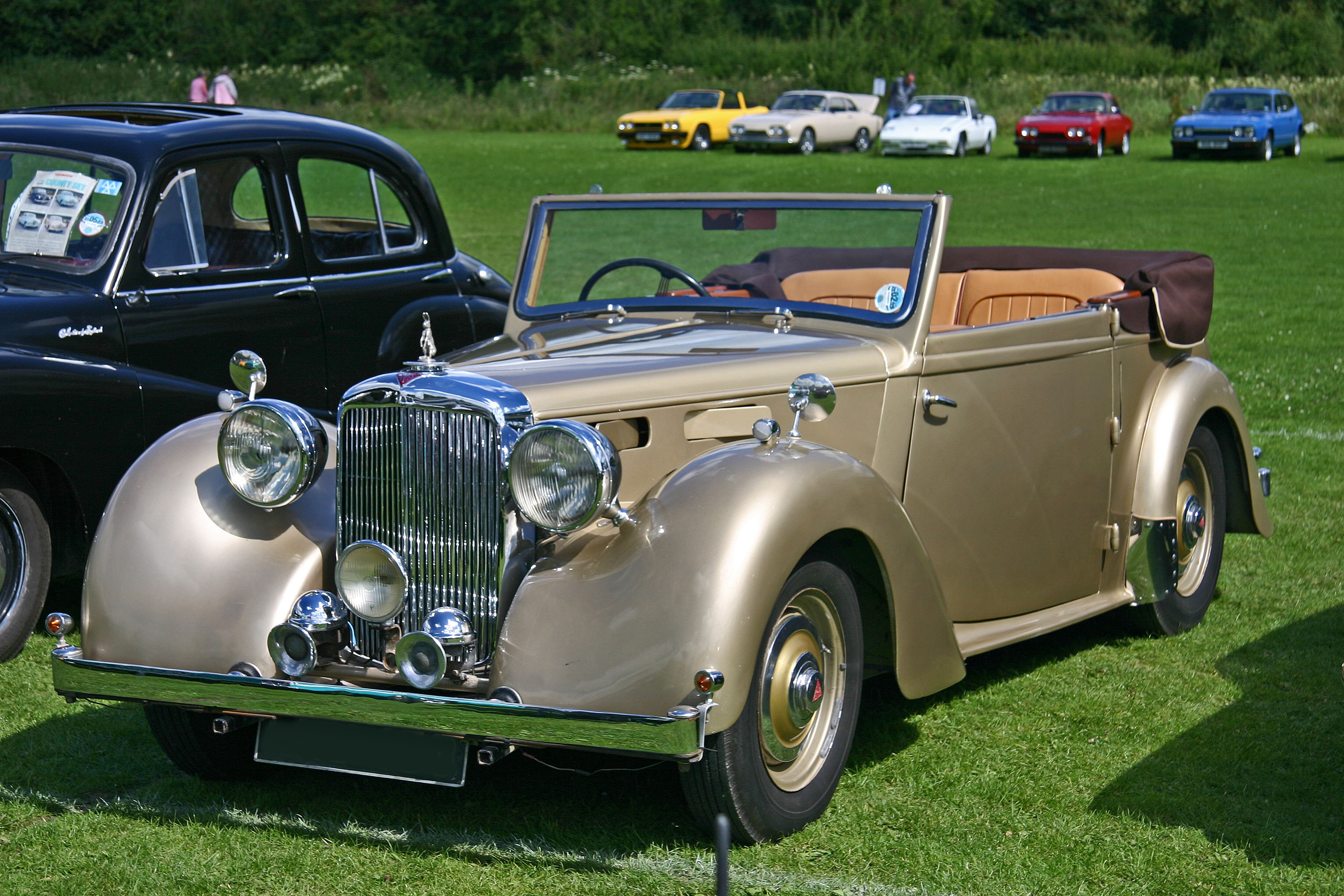
Zum Vergleich: Alvis TA 14 mit werksseitiger Nachkriegskarosserie von Tickford

Der Alvis TA 14 ist ein aus dem Vorkriegs-Modell 12/70 entwickeltes Oberklassefahrzeug, das ab 1945 werksseitig mit neuen Karosserien von Mulliners (Limousine), Carbodies und Tickford (beides Drophead Coupés) angeboten wurde. Die bei Tickford aufgebauten Cabriolet-Karosserien der ersten Nachkriegsgeneration hatten starke Ähnlichkeit mit jenen Entwürfen, die das Unternehmen vor dem Krieg an MG verkauft hatte. Alternativ war der TA 14 als fahrbereites Chassis ohne Karosserie erhältlich. Die Rolling Chassis waren erheblich günstiger als die mit voll eingekleideten Neuwagen. Deshalb wurde beinahe jeder dritte TA 14 ohne Karosserie verkauft. Sie erhielten unterschiedliche Aufbauten, die die Alvis-Kunden bei unabhängigen Karosseriebauunternehmen in Auftrag gaben. Einer von ihnen war Richard Mead. Weil Tickfords alte MG-Karosserien stilistisch den Aufbauten ähnelten, die Tickford ab 1946 an Alvis lieferte, entstand bei oberflächlicher Betrachtung der Eindruck, die von Mead eingekleideten T14 seien aktuelle Tickford Drophead Coupés der Nachkriegsgeneration. Tatsächlich waren sie deutlich preiswerter als die von Alvis direkt verkauften neuen Tickford-Versionen. 
Die einzelnen Mead-Aufbauten waren nicht vollständig baugleich. In einigen Fällen vereinfachte Mead die Tickford-Karosserien. Das betraf unter anderem die Seitenverkleidung der Motorhaube, die manchmal schlichter gestaltet war. Teilweise wurden die vorderen Kotflügel geändert, und die seitlichen Trittbretter entfielen. Dafür wurden dann die Türen im unteren Bereich verlängert; sie reichten bis zum Fahrzeugboden. Andere Aufbauten waren mit Tickfords MG-Karosserien vollständig identisch.
Wie viele TA 14 mit der Mead-Version des Tickford-Aufbaus entstanden, ist nicht gesichert. Einige Quellen sprechen von sechs, andere von acht Fahrzeugen. Ob wirklich alle Mead-Aufbauten auf übrig gebliebenen Tickford-Karosserien beruhten, ist ebenfalls zweifelhaft. Eine Quelle geht davon aus, dass lediglich in drei Fällen alte Karosserien verwendet wurden, während die weiteren Mead-Karosserien Nachbauten des Tickford-Entwurfs waren.

#### Bentley
Eine weitere übrig gebliebene MG-Karosserie von Tickford baute Mead auf das 1931 hergestellte Chassis eines Bentley 8 Litre (Fahrgestellnummer YM5033). Der Bentley war ursprünglich von H. J. Mulliner & Co. als Limousine eingekleidet worden. Ein neuer Eigentümer beauftragte Mead 1948 damit, das Chassis zu kürzen und es mit einem Cabriolet-Aufbau zu versehen. Der Hauptkörper der Tickford-Karosserie blieb unverändert, allerdings waren im Umfeld einige Anpassungen notwendig; das betraf unter anderem die Kotflügel. Die Arbeiten an dem Wagen zogen sich bis 1953 hin. 2015 wurde der Wagen öffentlich ausgestellt.

### Marauder

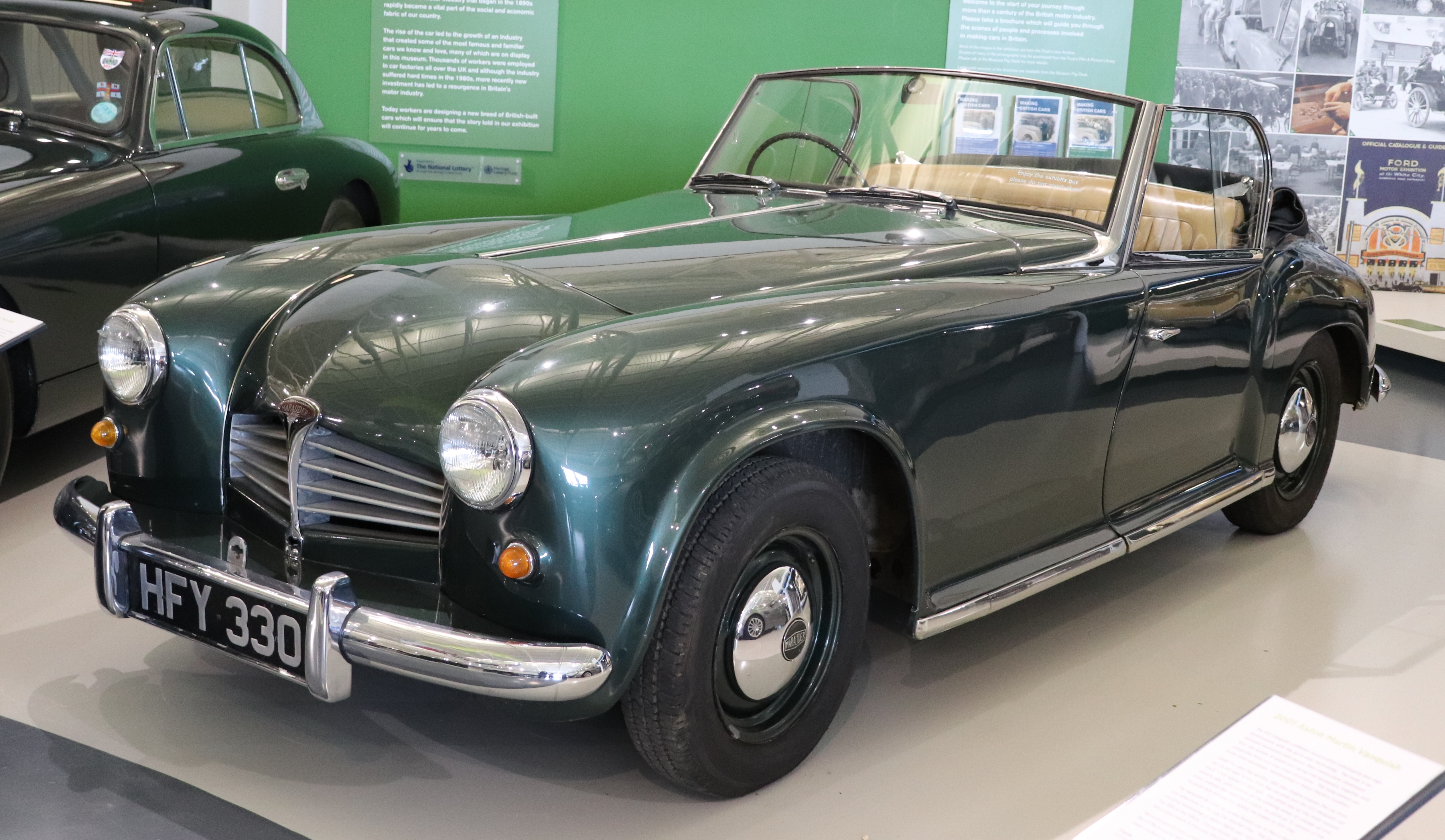
Marauder A

Das Ziel einer größeren Serienproduktion verfolgte Mead ab 1949 bei seiner Zusammenarbeit mit der Marauder Car Company, die ebenfalls in Dorridge ansässig war. Hinter dem Projekt standen die ehemaligen Rover-Ingenieure George Mackie, Peter Wilks und „Spen“ King. Der erste Marauder, das Modell A, war ein offener Sportwagen mit der Antriebstechnik, dem Fahrwerk und dem verkürzten Chassis des Rover P4. Von Beginn an war Richard Mead in die Entwicklung des Sportwagens eingebunden. Die Marauder-Inhaber Mackie und Wilks kannten Mead seit langem, und sie legten ihren Firmensitz zielgerichtet in die unmittelbare Nachbarschaft von Meads Werkstatt. Mead konstruierte die Karosserie des Marauder Roadsters. Geplant war, dass sein Unternehmen in der Folgezeit auch die Rohkarosserien für die Serienfahrzeuge herstellen sollte. Dazu kam es allerdings nicht. Mead baute zwar den Prototyp auf. Ob darüber hinaus auch die Karosserien für die ersten ein oder zwei Serienmodelle bei Mead entstanden, ist unklar; hierzu ist die Quellenlage uneinheitlich. Gesichert ist, dass Abbey Panels in Coventry 1950 die Fertigung der Serienkarosserien übernahm und jedenfalls die allermeisten der insgesamt 15 Marauder-Aufbauten herstellte.

### Jowett Jupiter

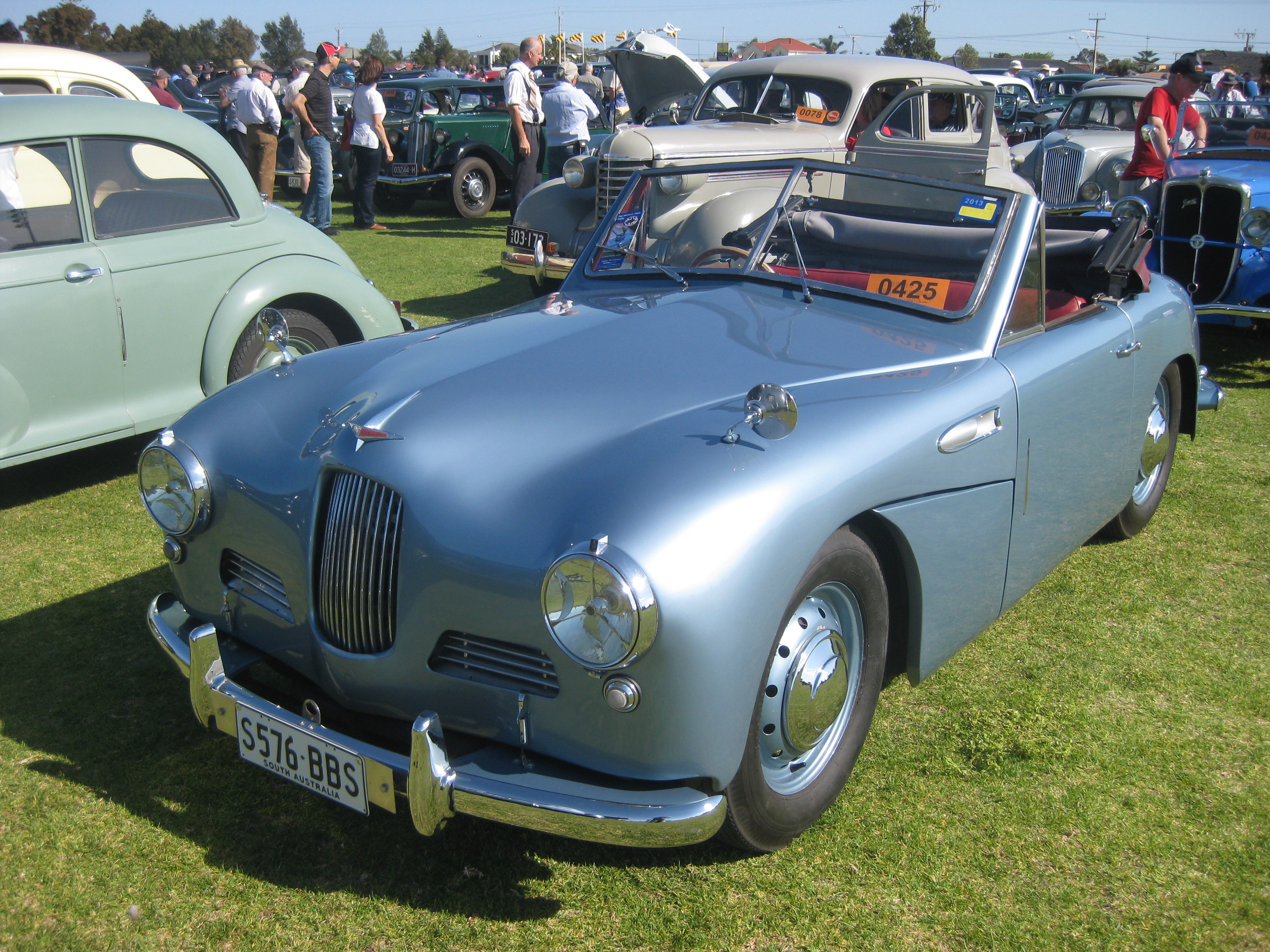
Jowett Jupiter mit Mead-Aufbau

Meads größter Einzelauftrag als Karosseriehersteller war eine Kleinstserie von Aufbauten für den 1950 erschienenen Jowett Jupiter. Der Jupiter war die Sportwagenversion der viertürigen Limousine Javelin, die der in Bradford ansässige Automobilhersteller Jowett 1946 vorgestellt hatte. Das Chassis des Jupiter hatte der Rennwagenhersteller ERA unter Mitwirkung des deutschen Ingenieurs Robert Eberan von Eberhorst entwickelt. Nach anfänglichen Planungen wollte Jowett fahrbereite Chassis des Jupiter zum Stückpreis von 500 £ verkaufen; die Aufbauten sollten die Kunden nach eigenen Vorstellungen von unabhängigen Karosserieherstellern beziehen. Dieses Konzept setzte Jowett nur bei den ersten 75 Serienfahrzeugen um; danach erhielten die Autos eine standardisierte, von Fisher and Ludlow zugelieferte Werkskarosserie, mit der sie preiswerter waren als die individuell karossierten frühen Modelle. Zu den Karosserieherstellern, die Jowett-Jupiter-Chassis einkleideten, gehörten neben den kontinentaleuropäischen Betrieben Beutler, Ghia-Aigle, Worblaufen und Farina zahlreiche kleine britische Unternehmen. Mead war eines von ihnen. Es wird davon ausgegangen, dass Mead insgesamt sechs Aufbauten für den Jupiter produzierte. Eine so hohe Zahl an Jupiter-Aufbauten erreichte kein anderer unabhängiger Hersteller. Meads Entwurf zeichnet sich durch glatte, im Pontonstil gehaltene Linien aus, die den Wagen moderner erscheinen ließen als die spätere Werkskarosserie, die ausgeprägte Kotflügel und tiefe seitliche Fensterausschnitte hatte.

### Bristol
1950 kleidete Mead das Chassis eines Bristol 401 (Fahrgestellnummer 401895) als Cabriolet ein. Meads Bristol war eines von etwa zwei Dutzend Fahrzeugen der 401-Reihe, die den Aufbau eines unabhängigen Karosserieherstellers trugen. Mead baute – wahrscheinlich als Subunternehmer für Riverlee Motor Bodies – die ganze, mindestens aber Teile der Karosserie, deren Form von Badburn & Wedge im Auftrag eines einzelnen Kunden entworfen worden war. Die letzte Notiz zum 401 mit dieser Karosserie datiert aus dem Jahr 1992; damals wurde der Wagen in London für 8.580 £ versteigert.

### Weitere Einzelstücke
In der Literatur wird vielfach davon ausgegangen, dass Mead noch einige weitere Einzelstücke auf Chassis unterschiedlicher Hersteller baute. Näher spezifiziert wird das allerdings nicht. Belegt ist zumindest ein Roadster-Aufbau Meads für einen Lea-Francis 14 hp.